# Propagandhi / F.Y.P.
Propagandhi / F.Y.P. – split dwóch zespołów Propagandhi i F.Y.P., wydany na płycie 7". Utwór Letter Of Resignation znalazł się na płycie Fallow grupy The Weakrthans, w której udziela się ówczesny basista Propagandhi John K. Samson.

## Lista utworów
1. "Mate Like Porcupines" – F.Y.P
2. "Dinky Bossetti" – F.Y.P
3. "Glamourettes" – F.Y.P
4. "Letter of Resignation" – Propagandhi